# Mare de Déu dels Socors de Canapost
La Mare de Déu dels Socors de Canapost és una església barroca de Forallac (Baix Empordà) inclosa a l'Inventari del Patrimoni Arquitectònic de Catalunya.

## Descripció
Edifici religiós fortificat. Santuari, avui ruïnós, emplaçat al cim d'un pujol cobert de pins, garrigues i oliveres, a un Km. a ponent del poblet de Canapost. L'església és una d'una sola nau i a la capçalera s'hi adossa una torre de defensa cilíndrica, de manera que aquest absis té murs laterals rectilinis mentre a llevant és corbat, ja que pertany a la torre. Al frontis hi ha una portada d'arc de mig punt de gran dovellatge, una finestra rectangular al costat pe veure l'altar des de l'exterior i un òcul al centre de la façana; al damunt hi ha una espadanya d'un arc. La nau té volta enfonsada, se'n conserva l'arrencada en ambdós costats; es conserva la de capçalera que és de canó, de pedra morterada.
La torre té espitlleres d'arma de foc; ha perdut el coronament. La construcció és de rebles lligats amb morter i carreus angulars.

## Història
Segons sembla a l'ermita dels Socors s'hi mantingué el culte fins a l'any 1936. Ja abans, però, devia trobar-se en mal estat de conservació, doncs segons A. Noguera i Massa (po.cit.): "De l'ermita de la Mare de Déu dels Socors, del veïnat de Canapost, en amenaçar ruïna, hom va treure la imatge "tallada de fusta", i el retaule,que hom traslladà a l'església parroquial de Peratallada. Desapareguda."
Ignorem per quina raó el dit autor inclou aquesta notícia entre les referents a "marededéus romàniques" desaparegudes, tenint en compte que no hi ha documentació ni vestigis arquitectònics d'època romànica en aquest santuari.
Al pujol hi ha evidències de poblament d'època iberoromana.